# تروندال (تگزاس)
تروندال، تگزاس (به انگلیسی: Thorndale, Texas) یک شهر در ایالات متحده آمریکا با جمعیت ۱٬۲۷۸ نفر است که در تگزاس واقع شده‌است.

## موقعیت جغرافیایی
موقعیت جغرافیایی شهرها و مناطق اطراف به شرح زیر است: